# La Tête contre les murs
Cet article possède un paronyme, voir La Bête contre les murs.
Pour les articles homonymes, voir La Tête contre les murs (homonymie).
La Tête contre les murs est un roman d'Hervé Bazin publié en 1949.

## Résumé
Le thème central du roman est la folie du personnage principal, mais elle est davantage présumée que démontrée.

« La bouche rouillée des serrures paraphrase pour lui le verset : Les murs sont avant tout tes murs. Ils peuvent reculer devant tes pas, mais ta liberté même reste une enceinte, si tu ne sors pas de toi-même. »

— La Tête contre les murs, Le livre de poche, éd. 1964, p. 167
Seul remède à cette folie supposée, la bougeotte :

« Ainsi commençait le plus inutile, le plus absurde périple. Banal ou pittoresque, l’horizon n’avait aux yeux d’Arthur qu’une seule vertu : celle du changement. Il ne savait pas voyager : il se déplaçait. Il obéissait, dans l’état de mouvement, à la loi d’inertie. Pas le moindre goût de la découverte, qui fait l’explorateur, ni de la flânerie, qui fait le touriste ; mais celui de la bougeotte. Une seule province d’élection : celle où il n’était pas. »

— La Tête contre les murs, Le livre de poche, éd. 1964, p. 252

## Personnages
- Arthur Gérane
- Robert Gérane, père d'Arthur
- Roberte Gérane, sœur d'Arthur
- Stéphanie Debruckère, épouse d’Arthur

## Lieux
- Gené
- Asile de Vaucluse à Épinay-sur-Orge
- Vioménil
- Hôpital psychiatrique de Villejuif, section Henri-Colin

## Adaptations
- 1959 : La Tête contre les murs de Georges Franju